# Rondo (film, 1966)
Pour les articles homonymes, voir Rondo.
Pour plus de détails, voir Fiche technique et Distribution.
Rondo est un film yougoslave réalisé  en 1965 par Zvonimir Berković, sorti en 1966.

## Synopsis
Tous les dimanches, le juge Malden Bakran vient jouer aux échecs chez son ami, le sculpteur Fedja et sa jeune épouse Neda, qui n'est pas sans exercer sur lui un certain charme. Insensiblement, un trio amoureux se forme...

## Fiche technique
- Titre : Rondo
- Titre original : Rodo
- Réalisation et scénario : Zvonimir Berković
- Directeur de la photographie : Tomislav Pinter
- Directeur de production : Josip Lulić
- Société de production : Jadran Film
- Sociétés de distribution :
  - CWF (en Yougoslavie)
  - Cinéma Associés (en France)
- Musique : « Rondo pour piano solo N° 3 en la mineur K-511 » de Wolfgang Amadeus Mozart (1787)
- Pays d'origine : Yougoslavie
- Format : Noir et blanc - 1,66:1 - Mono - 35 mm
- Genre : Comédie dramatique
- Durée : 95 minutes
- Lieu de tournage : Zagreb
- Dates de sortie : 
  - 16 juin 1966 (Yougoslavie)
  - 9 août 1967 (France)

## Distribution
- Stevo Žigon : le juge Mladen Bakran
- Relja Bašić : le sculpteur Fedja, son ami
- Milena Dravić : Neda, sa femme